# Nachhallzeit
Als Nachhallzeit bezeichnet man das Zeitintervall, innerhalb dessen der Schalldruck in einem Raum bei plötzlichem Verstummen der Schallquelle auf einen festgelegten Bruchteil seines Anfangswerts abfällt (Nachhall). Meistens wird dabei ein Tausendstel als Bruchteil angesetzt, was einer Abnahme des Schalldruckpegels von 60 dB entspricht. Die entsprechende Nachhallzeit wird dann mit T60 oder auch einfach T bezeichnet, im Englischen meist als reverberation time (RT). Sie ist eine der bekanntesten Kennzahlen der Raumakustik. 
Die Nachhallzeit eines Raums wird üblicherweise für die Mittenfrequenz eines Terzfilters mit einer Frequenz von 500 Hz oder 1 kHz angegeben oder als frequenzabhängige Kurve, welche aber keinen Frequenzgang des Nachhalls darstellt.

## Nachhallzeit und Schallabsorption
Der US-amerikanische Physiker Wallace Clement Sabine fand 1898 durch Experimente heraus, dass sich die Nachhallzeit proportional zum Volumen {\displaystyle V} eines Raumes und umgekehrt proportional zur äquivalenten Absorptionsfläche {\displaystyle A} der umschließenden Oberflächen verhält, d. h. je größer der Raum und je schallhärter (reflektierender) die Oberflächenmaterialien, desto länger die Nachhallzeit:
{\displaystyle T=k\cdot {\frac {V}{A}}}
mit
{\displaystyle A=\sum _{i=1}^{N}S_{i}\alpha _{i}+4mV}
Dabei sind
- {\displaystyle S_{i}} die jeweiligen Teilflächen
- {\displaystyle \alpha _{i}} die dazugehörigen Absorptionsgrade; ein hoher Absorptionsgrad entspricht in der Akustik einem niedrigen Reflexionsgrad und umgekehrt
- {\displaystyle m} die Schalldämpfung des Ausbreitungsmediums, z. B. Luft; häufig, besonders bei kleinen Raumvolumina, lässt sich der Dämpfungsterm {\displaystyle 4mV} vernachlässigen.

Die Proportionalitätskonstante hat den Wert
- {\displaystyle k={\frac {24\cdot \ln 10}{340{\frac {\mathrm {m} }{\mathrm {s} }}}}=0{,}163{\frac {\mathrm {s} }{\mathrm {m} }}}, sofern {\displaystyle \alpha \ll 1}
- für {\displaystyle \alpha >0{,}2\ldots 0{,}3} liefert die nachstehende Eyringsche Formel bessere Werte.

In den 1920er Jahren wurde diese Gleichung, die erstmals die akustische Planung von Gebäuden in ihrer Entwurfsphase ermöglichte, zur Eyringschen Nachhallformel präzisiert, die für alle {\displaystyle \alpha } gilt:
{\displaystyle T=k\cdot {\frac {V}{4mV-S\ln(1-\alpha )}}}
Für kleine Werte von {\displaystyle \alpha } geht die Eyringsche Formel mit der Näherung {\displaystyle \ln x\approx x-1} in die Sabinesche Formel über.

## Messung
Die Bestimmung der Nachhallzeit erfolgt klassisch durch die Messung des Schalldrucks im zu untersuchenden Raum nach dem Abschalten einer Rauschquelle, die selbst nicht nachklingen darf, oder nach der Erzeugung eines Impulsschalles, z. B. mit einer Schreckschusspistole. Moderne Verfahren nutzen spezielle Messsignale, wie Maximalfolgen (MLS) oder Sweeps (Chirps), welche über omnidirektionale Messlautsprecher wiedergegeben werden. Aus der Anregung und den im Raum gemessenen Empfangssignalen wird über eine Hadamard-Transformation (MLS) oder über eine inverse Faltung auf der Zeitebene oder einer komplexen Division auf der Frequenzebene (Sweeps) die Impulsantwort berechnet, aus der sich ein Schroeder-Plot berechnen lässt.
Verschiedene Untersuchungen belegen, dass die Messunsicherheiten bisweilen beträchtlich ausfallen können.
Der Schalldruck im Raum nimmt mit fortschreitender Zeit nahezu exponentiell ab. Ein logarithmisches Maß für den Schalldruck (Schalldruckpegel) nimmt daher nahezu linear über der Zeit ab, die Steilheit der entsprechenden Abfallgeraden ist ein Maß für die Nachhallzeit. Für unterschiedliche Frequenzen können die Nachhallzeiten deutlich differieren; zur detaillierten Berechnung wird das Signal entsprechend gefiltert.
Das Verfahren zur Messung der Nachhallzeit ist in der dreiteiligen Normenreihe DIN EN ISO 3382 festgelegt.

## Hörempfinden
Unser subjektives Empfinden des Nachhalls wird vor allem durch die Zeit kurz nach dem Anfangssignal geprägt, da der spätere Nachhall normalerweise durch das Umgebungsgeräusch überdeckt wird. Deshalb wird neben der Nachhallzeit auch die Frühe Abklingzeit EDT, von englisch: Early Decay Time, verwendet. Die frühe Abklingzeit EDT ist definiert als die Zeit, in welcher der Pegel des Ausgangssignals um 60 dB abnimmt. Allerdings wird für diese Messung nur die Zeit berücksichtigt, die für einen Abfall von 0 dB auf −10 dB benötigt wird. Die gemessene Zeit wird dann auf einen Abfall um 60 dB extrapoliert.

## Optimale Nachhallzeit
Die optimale Nachhallzeit richtet sich danach, für welchen Zweck ein Raum aus raumakustischer Sicht verwendet wird.
- Bei Aufnahme- und Regieräumen wie etwa Tonstudios soll die Nachhallzeit möglichst gering sein, um die Aufnahme bzw. die Lautsprecherwiedergabe möglichst wenig durch Raumreflexionen zu beeinträchtigen (Nachhallzeit unter 0,3 s).
- Bei Räumen, die für Sprachdarbietung konzipiert sind, z. B. Klassenzimmer oder Hörsäle, darf einerseits die Sprachverständlichkeit nicht durch zu hohe Nachhallzeit beeinträchtigt werden, andererseits soll durch Nachhall aber die Lautstärke des Sprechers angehoben werden (Nachhallzeiten zwischen 0,6 und 0,8 s). Bei Personen mit anderer Muttersprache oder mit eingeschränktem Hörvermögen sollte dieser Wert nochmals um etwa 20 Prozent verringert werden. In DIN 18041 sind Nachhallzeiten für Unterrichtsräume empfohlen.
- Bei Räumen für Musikdarbietung ist die optimale Nachhallzeit die Nachhallzeit, die von den meisten Zuhörern und auch von den Mitwirkenden als besonders geeignet empfunden wird. Sie hängt vor allem von der Art der Schalldarbietung sowie vom Raumvolumen ab. Die optimale Nachhallzeit für die Aufführung von sinfonischer Musik hängt von der Art der Komposition, der Orchesterbesetzung und dem Zeitgeschmack ab. Darum sind Richtwerte für die optimale Nachhallzeit stark streuend und vorsichtig zu beurteilen (Nachhallzeiten zwischen 1,5 und 3 s).

Die DIN 18041 „Hörsamkeit in kleinen bis mittelgroßen Räumen“, in der Neufassung von April 2004, unterscheidet Räume nach deren notwendiger Sprachverständlichkeit und teilt diese in die Gruppen A und B ein.
Gruppe A – Gute Sprachverständlichkeit über größere Entfernungen, z. B. Klassenzimmer.
Räume der Gruppe A unterscheiden sich in den Sprachszenarien und werden in Unterricht, Sprache und Musik eingeteilt. Entsprechend der Raumgröße kann die Soll-Nachhallzeit mittels Formel errechnet oder aus einem Diagramm abgelesen werden. Räume mit einem Volumen bis 250 m³ können nicht überdämpft werden, da die Direktschallversorgung ausreichend ist.
Gruppe B – Gute Sprachverständlichkeit über geringe Entfernung, z. B. Büros, Flure, Schalterhallen.
Für Räume der Gruppe B gibt die DIN keine Soll-Nachhallzeiten vor. Die „Empfehlung“ für eine Raumakustik nach dem aktuellen Stand der Technik gibt an, wie viel Absorptionsmaterial welcher Absorptionsklasse (nach DIN EN 11654) im Verhältnis zum Raumvolumen in den Raum eingebracht werden soll. Die Anordnung der Absorber ist dabei zu beachten.
Raumakustik in Büros auf die Nachhallzeit zu beschränken, ist oft nicht ausreichend. Weitere Gesichtspunkte, wie bspw. die Privacy und die Artikulationsklasse, sind ebenso zu berücksichtigen.

## Beispiele von Nachhallzeiten
Große Opernbühnen kommen auf lange Nachhallzeiten (jeweils mittlere Nachhallzeit, voll besetzt):
- die Großen Säle der Berliner Philharmonie, des Leipziger Gewandhauses und des Wiener Musikvereins: je 2,0 Sekunden
- die New Yorker Metropolitan Opera, die Kölner Philharmonie und das Opernhaus Oslo: je 1,7 bis 2,0 Sekunden
- die Beethovenhalle Bonn: 1,7 Sekunden
- die Mailänder Scala: 1,6 bis 1,8 Sekunden
- die Dresdner Semperoper: 1,6 Sekunden
- die Royal Festival Hall in London: 1,4 bis 1,5 Sekunden
- das Koninklijk Concertgebouw in Amsterdam: 2,2 Sekunden

Die Staatsoper Unter den Linden besaß ursprünglich eine Nachhallzeit von lediglich 1,1 Sekunden und erreichte erst dank des Einsatzes elektronischer Verstärkung 1,6 Sekunden; die Raumerhöhung und Schallräume der Renovierung ermöglichten es ab 2017, ohne Nachhilfe diese Nachschallzeit zu erreichen. Erst ab dieser Nachhallzeit ist die Klangqualität im Raum für den geplanten Zweck annähernd optimal; dann ist die Tonschwingung ausreichend lang, von guter Qualität und überall gut hörbar.
Zweckentsprechend kommen Kirchen auf die längsten Nachhallzeiten: Während die St.-Michaelis-Kirche in Hamburg auf 6,3 Sekunden kommt, liegt das Ulmer Münster bei 12 Sekunden. Rekordhalter bei einem Raumvolumen von 230.000 Kubikmetern ist der Kölner Dom mit 13 Sekunden.
Der stillgelegte Wasserspeicher Severin in Köln, ein unterirdischer Betonbau mit etwa 20 000 m³ Innenraum, hat bis zu 45 Sekunden Nachhall.
Für Tonstudioräume werden Nachhallzeiten von 0,2 bis 0,4 Sekunden empfohlen. In reflexionsarmen Räumen liegt sie bei ca. 0,01 Sekunde.